# Wąwolnica (powiat Puławski)
Wąwolnica (Königsberg, 1370) is een dorp in het Poolse woiwodschap Lublin, in het district Puławski. De plaats maakt deel uit van de gemeente Wąwolnica en telt 1120 inwoners.
1. ↑  na pieczęci nazywa się Königsberg, a w herbie ma św. Jerzego, patrona rycerzy" w: Marian Gumowski. Herby miast polskich s. 11